# Христо Йовов – Бижутера
Христо Узунов Йовов „Бижутера“ е български футболист, бивш играч на „Левски“ (София). Играл е на постовете нападател и атакуващ халф.
Висок е 183 см, тежи 72 кг.

## Състезателна кариера
Роден е на 4 ноември 1977 г. в Своге. Като юноша Йовов се състезава за „Левски“ (София).
Играл е още в „Литекс“ (Ловеч), Локомотив (София) и немския „Мюнхен 1860“. За „Левски“ дебютира през есента на 1994.
Шампион на България през 2006, 2007 и 2009 г. с „Левски“. Носител на купата на страната през 2001 и 2004 с „Литекс“ и през 2005 и 2007 г. с „Левски“.
Вицешампион през 1996 с „Левски“ и през 2002 с „Литекс“, бронзов медалист през 2003 г. с „Литекс“. Голмайстор на България през 2001 г. с 19 гола за „Литекс“.
В началото на 2008 г. преминава в кипърския Арис Лимасол. В новия си отбор Христо не се чувства щастлив и изявява желание да се върне в синия отбор, от който също се интересуват за играча. На 2 февруари 2009 година Йовов подписва договор с ПФК „Левски“ за период от 1,5 години, завръщайки се в клуба.
През пролетта на 2009 година вкарва най-бързият гол в А група (19 сек.) срещу отбора на „Локомотив“ (Пловдив) на стадиона в Герена.
В евротурнирите има 41 мача и 7 гола (10 мача в КЕШ – 7 за Левски и 3 за Литекс, 2 мача и 1 гол за Левски в КНК и 29 мача и 5 гола в турнира за купата наУЕФА – 17 мача и 4 гола за Левски и 12 мача и 2 гола за Литекс). Отбелязва гол на световния и европейски шампион по футбол Фабиен Бартез. Христо прави това в мача от 4-тия кръг за купата на УЕФА на 01.12.2005. Тогава „Левски“ (София) приема отбора на Фабиен Бартез - „Олимпик“ (Марсилия) и го побеждава с 1 – 0 именно с красив гол на Христо Йовов.
Играл е 32 мача в националния отбор и е отбелязал 5 гола.

## Статистика

### ВА групаиПърва Бундеслига
| Сезон          | Отбор             | Мачове | Голове |
| -------------- | ----------------- | ------ | ------ |
| 2007/08 г.     | Левски            | 11     | 4      |
| 2006/07 г.     | Левски            | 24     | 13     |
| 2005/06 г.     | Левски            | 19     | 5      |
| пролет 2005 г. | Левски            | 9      | 4      |
| есен 2004 г.   | Литекс            | 9      | 2      |
| 2003/04 г.     | Литекс            | 4      | 1      |
| 2002/03 г.     | Литекс            | 21     | 7      |
| 2001/02 г.     | Литекс            | 31     | 12     |
| 2000/01 г.     | Литекс            | 20     | 19     |
| 1999/00 г.     | Литекс            | 12     | 9      |
| пролет 1999 г. | Локомотив (София) | 12     | 6      |
| есен 1998 г.   | Мюнхен 1860       | 4      | 1      |
| пролет 1998 г. | Мюнхен 1860       | 5      | 1      |
| есен 1997 г.   | Левски            | 11     | 3      |
| 1996/97 г.     | Левски            | 21     | 6      |
| 1995/96 г.     | Левски            | 25     | 10     |
| есен 1994 г.   | Левски            | 1      | 0      |

До началото на сезон 2006/07 Йовов има общо 194 мача и 84 гола в А група.
В началото на 2018 година Христо Йовов подновява своята футболна кариера. Той започва подготовка с втородивизионния „Локомотив“ (Горна Оряховица), като дебютира в контрола с „Ботев“ (Гълъбово), играна на 27 януари 2018 година, но в крайна сметка не подписва договор с Локомотив и отново прекратява футболната си кариера.

## Политическа кариера
На местните избори през 2011 г., Христо Йовов е кандидат за кмет на Своге, подкрепен от широка коалиция. След първия тур е трети, на по-малко от процент след втория кандидат и на около четири процента след първия. Йовов е общински съветник в Своге.
От 28.02.2020 със Заповед на Красен Кралев като Министър на младежта и спорта е назначен за член на управителния съвет на Държавно предприятие Български спортен тотализатор (ДП БСТ) Хазартно дружество със 100 % държавно участие на ММС

## Успехи

### Отборни
Левски (София)
- А група (4): 1994/95, 2005/06, 2006/07, 2008/09
- Купа на България (2): 2005, 2007
- Суперкупа на България (2): 2005, 2007, 2009

Литекс (Ловеч)
Купа на България (2): 2001, 2004